# 110e bataillon de tirailleurs sénégalais
Le 110e Bataillon de Tirailleurs Sénégalais (ou 110e BTS) est un bataillon français des troupes coloniales.

## Création et différentes dénominations
- 25/06/1918: Formation du 110e Bataillon de Tirailleurs Sénégalais à Gabès avec des hommes provenant du 90e BTS
- 01/04/1919: Dissolution, ses effectifs vont former le 1er bataillon du 14e Régiment de Tirailleurs Sénégalais

## Chefs de corps
- 25/06/1918: Chef de Bataillon Reitz
- 27/12/1918: Chef de Bataillon Pagès

### Sources et bibliographie
Mémoire des Hommes